# Festuca reverchonii
Festuca reverchonii är en gräsart som beskrevs av Eduard Hackel. Festuca reverchonii ingår i släktet svinglar, och familjen gräs. Inga underarter finns listade i Catalogue of Life.